# Сорокин, Михаил Андреевич
Михаил Андреевич Сорокин — советский хозяйственный деятель, Герой Социалистического Труда.

## Биография
Родился в 1933 году в селе Борки. Член КПСС.
Окончил Выксунское ремесленное училище, подручный сталевара.
В 1951—1957 — подручный сталевара в мартеновском цехе Красносулинского металлургического завода.
В 1957—1960 — подручный сталевара, в 1960—1973 — сталевар, в 1973—1980 — мастер производства, в 1980—1984 — старший мастер, начальник смены, в 1984—1992 — инструктор производственного обучения в мартеновском цехе № 1 Магнитогорского металлургического комбината.
Почетный металлург СССР (1967).
Указом Президиума Верховного Совета СССР от 30 марта 1971 года присвоено звание Героя Социалистического Труда с вручением ордена Ленина и золотой медали «Серп и Молот».
Делегат XXIV съезда КПСС.
Почётный гражданин Магнитогорска.
Умер в 2004 году в Магнитогорске.

## Награды и звания
- Герой Социалистического Труда (30.03.1971)
- Орден Ленина (30.03.1971)